# Desiderata
Desiderata (del latín desiderata "cosas deseadas", plural de desideratum) es un poema sobre la búsqueda de la felicidad en la vida. Sus derechos de autor son del año 1927 y pertenecen a Max Ehrmann. Desiderata fue publicado en 1948 (después de la muerte de su autor) en una colección de poemas titulada Desiderata of Happiness, recopilados por la esposa de Ehrmann.

## Historia
El autor oficial y reconocido es Max Ehrmann (1872-1945), un abogado y poeta del Estado de Indiana. Desiderata fue inspirada por un impulso que Ehrmann describe en su diario: «Debería dejar un humilde regalo, un trozo de prosa que ha alcanzado nobles honores».
Alrededor de 1959, el reverendo Frederick Kates, párroco de la iglesia Saint Paul, en Baltimore, usó el poema en una colección de devocionarios que él había recopilado para su congregación. Años antes, él había encontrado una copia de Desiderata. En el encabezado del documento entregado figuraba Old St. Paul's Church, Baltimore (el nombre de la iglesia) y el año de fundación de la misma (1692). Cuando Adlai Stevenson murió en 1965, a lado de su cama se encontró una copia de Desiderata y se descubrió que éste había planeado usar el poema en sus cartas de Navidad. La publicidad que siguió dio amplia fama al poema, ya relacionado por error con la iglesia Saint Paul.
En los años 1960 circuló sin la atribución a Ehrmann, a veces con la afirmación de que se había encontrado en la iglesia St. Paul de Baltimore.
También se decía que había sido escrito en 1692 (año de la fundación de la iglesia). Sin embargo, esta poesía ha mantenido el sello de Ehrmann en algunas de sus ediciones.
Se convirtió en un culto del movimiento hippie en los años 1960, nació en San Francisco, y fue muy popular como un símbolo de la paz. El texto del Desiderata fue impreso en los posters que se vendían en grandes cantidades en los años 1970. Se registra en vinilo para el sello Warner Bros. Records, una versión hablada, acompañada por la música típica de la atmósfera hippie psicodélica de ese momento, que en 1972, entró en el top ten de ventas en los Estados Unidos y en el Reino Unido.

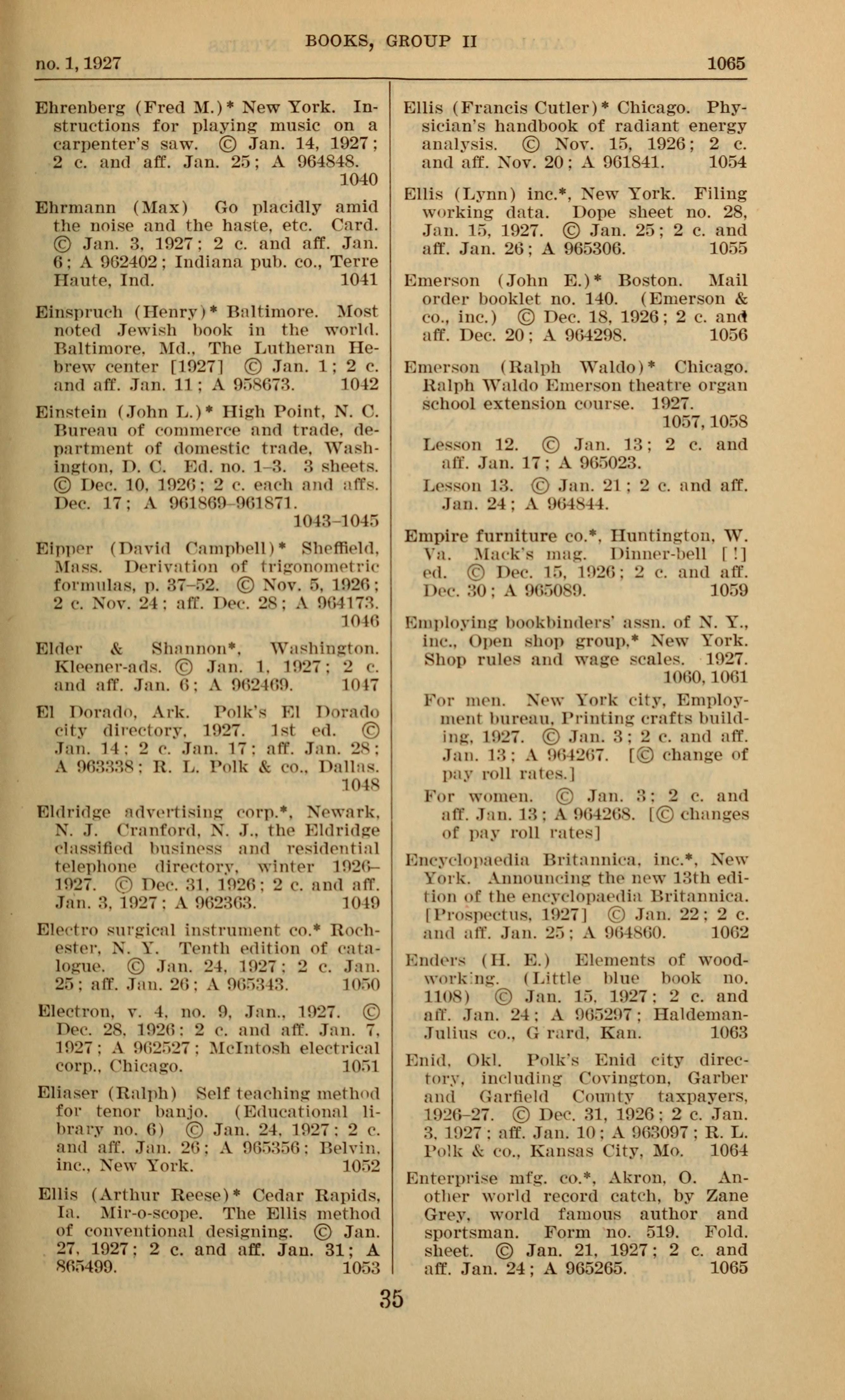
Página del registro de patentes (del año 1927) que muestra la breve patente del poema, en la entrada "Ehrmann".

Tras el éxito rotundo, se encontró que Ehrmann fue el autor de la poesía, y su familia fue capaz de cobrar regalías sobre los ingresos por ventas. En 1976, una sentencia de un tribunal de apelaciones estadounidense dictaminó que la poesía era de dominio público, después de haber sido impreso en varias ocasiones, a partir de los años cuarenta, con el permiso de Ehrmann, que concedió cuando asumió el cuidado de no imponer la nota de copyright en los ejemplares publicados.
El 26 de agosto de 2010, se inauguró en Terre Haute, lugar de nacimiento del autor, una estatua de bronce de Max Ehrmann sentado en un banco, creado por el escultor Bill Wolfe. Algunos versos de la poesía se registraron a lo largo de una pasarela en las cercanías, para hacer más fácil su lectura a los transeúntes. 
El poema se encuentra escrito en latín en la pared de piedra de la torre de la campana de la iglesia de St. Paul. 
En Hispanoamérica el poema es ampliamente conocido por las voces de artistas como Arturo Benavides o Jorge Lavat.

## Poema (en inglés y castellano)
Go placidly amid the noise and haste,

and remember what peace there may be in silence.

As far as possible, without surrender,

be on good terms with all persons.

Speak your truth quietly and clearly;

and listen to others,

even to the dull and ignorant;

they too have their story.

Avoid loud and aggressive persons;

they are vexations to the spirit.

If you compare yourself with others,

you may become vain or bitter,

for always there will be greater 

and lesser persons than yourself.

Enjoy your achievements as well as your plans.

Keep interested in your own career, however humble,

it's a real possession in the changing fortunes of time.

Exercise caution in your business affairs,

for the world is full of trickery.

But let this not blind you to what virtue there is;

many persons strive for high ideals,

and everywhere life is full of heroism .

Be yourself .

Especially do not feign affection. 

Neither be cynical about love; 

for in the face of all aridity and disenchantment, 

it is as perennial as the grass. 

Take kindly the counsel of the years, 

gracefully surrendering the things of youth. 

Nurture strength of spirit 

to shield you in sudden misfortune. 

But do not distress yourself with dark imaginings. 

Many fears are born of fatigue and loneliness. 

Beyond a wholesome discipline, 

be gentle with yourself. 

You are a child of the universe

no less than the trees and the stars;

you have a right to be here.

And whether or not it is clear to you,

no doubt the universe is unfolding as it should.

Therefore be at peace with God,

whatever you conceive him to be.

And whatever your labors and aspirations,

in the noisy confusion of life,

keep peace in your soul.

With all its sham, drudgery and broken dreams,

it is still a beautiful world.

Be cheerful.

Strive to be happy".
Camina plácido entre el ruido y la prisa,
y recuerda que la paz se puede encontrar en el silencio.
En cuanto te sea posible y sin rendirte,
mantén buenas relaciones con todas las personas.
Enuncia tu verdad de una manera serena y clara,
y escucha a los demás,
incluso al torpe e ignorante,
también ellos tienen su propia historia.
Evita a las personas ruidosas y agresivas,
ya que son un fastidio para el espíritu.
Si te comparas con los demás,
te volverás vano y amargado
pues siempre habrá personas más grandes y más pequeñas que tú.
Disfruta de tus éxitos, lo mismo que de tus planes.
Mantén el interés en tu propia carrera,
por humilde que sea,
ella es un verdadero tesoro en el fortuito cambiar de los tiempos.
Sé cauto en tus negocios,
pues el mundo está lleno de engaños.
Pero no dejes que esto te vuelva ciego para la virtud que existe,
hay muchas personas que se esfuerzan por alcanzar nobles ideales,
la vida está llena de heroísmo.
Sé tú mismo,
y en especial no finjas el afecto,
y no seas cínico en el amor,
pues en medio de todas las arideces y desengaños,
es perenne como la hierba.
Acata dócilmente el consejo de los años,
abandonando con donaire las cosas de la juventud.
Cultiva la firmeza del espíritu
para que te proteja de las adversidades repentinas,
mas no te agotes con pensamientos oscuros,
muchos temores nacen de la fatiga y de la soledad.
Sobre una sana disciplina,
sé benigno contigo mismo.
Tú eres una criatura del universo,
no menos que los árboles y las estrellas,
tienes derecho a existir,
y sea que te resulte claro o no,
indudablemente el universo marcha como debería.
Por eso debes estar en paz con Dios,
cualquiera que sea tu idea de Él,
y sean cualesquiera tus trabajos y aspiraciones,
conserva la paz con tu alma
en la bulliciosa confusión de la vida.
Aún con todas sus farsas, penalidades y sueños fallidos,
el mundo es todavía hermoso.
Sé alegre.
Esfuérzate por ser feliz.